# Championnat d'Asie et d'Océanie féminin de volley-ball des moins de 18 ans
Le championnat d'Asie et d'Océanie de volley-ball féminin des moins de 18 ans est une compétition sportive internationale de volley-ball. Il est organisé par la Asian Volleyball Confederation (AVC). Il se déroule tous les deux ans depuis 1997. Les équipes sont composées de femmes âgées de dix-huit ans ou moins.

## Palmarès
| Année | Lieu              | Champion | Finaliste     | Troisième    | Quatrième    |
| ----- | ----------------- | -------- | ------------- | ------------ | ------------ |
| 1997  | Thaïlande         | Japon    | Corée du Sud  | Chine        | Thaïlande    |
| 1999  | Singapour         | Chine    | Japon         | Taïwan       | Corée du Sud |
| 2001  | Trang             | Chine    | Japon         | Corée du Sud | Taïwan       |
| 2003  | Si Saket          | Chine    | Corée du Nord | Thaïlande    | Taïwan       |
| 2005  | Cebu              | Chine    | Corée du Sud  | Taïwan       | Japon        |
| 2007  | Kamphaeng Phet    | Japon    | Corée du Sud  | Chine        | Taïwan       |
| 2008  | Manille           | Japon    | Chine         | Thaïlande    | Corée du Sud |
| 2010  | Kuala Lumpur      | Japon    | Chine         | Thaïlande    | Corée du Sud |
| 2012  | Chengdu           | Japon    | Chine         | Taïwan       | Corée du Sud |
| 2014  | Nakhon Ratchasima | Japon    | Thaïlande     | Chine        | Corée du Sud |
| 2017  | Chongqing         | Japon    | Chine         | Corée du Sud | Thaïlande    |
| 2018  | Nakhon Pathom     | Japon    | Chine         | Thaïlande    | Corée du Sud |

## Tableau des médailles
| Rang | Pays          | Médaille d'or | Médaille d'argent | Médaille de bronze | Total |
| 1    | Japon         | 8             | 2                 | 0                  | 10    |
| 2    | Chine         | 4             | 5                 | 3                  | 12    |
| 3    | Corée du Sud  | 0             | 3                 | 2                  | 5     |
| 4    | Thaïlande     | 0             | 1                 | 4                  | 5     |
| 5    | Corée du Nord | 0             | 1                 | 0                  | 1     |
| 6    | Taïwan        | 0             | 0                 | 3                  | 3     |

## Meilleures joueuses par tournoi
- 1997 –  Midori Takahashi
- 2001 –  Huang Huiping
- 2003 –  Wang Yimei
- 2007 –  Miyu Nagaoka
- 2008 –  Shiori Murata
- 2010 –  Mari Horikawa
- 2012 –  Sarina Koga
- 2014 –  Airi Miyabe
- 2017 –  Nishikawa Yuki
- 2018 –  Nishikawa Yoshino